# Parc des Rives du Loup

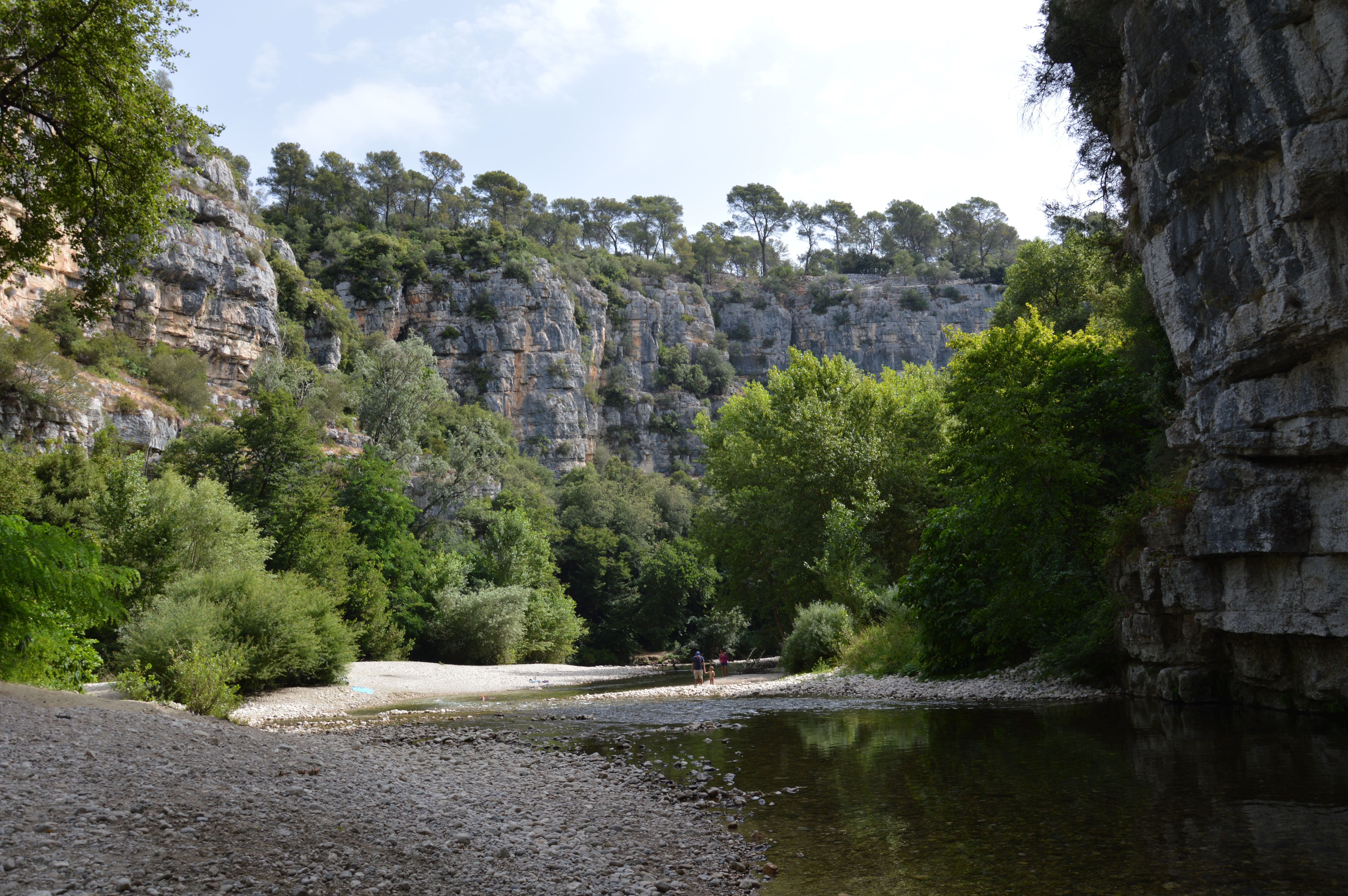
Le Loup dans le Parc des Rives du Loup

Le Parc des Rives du Loup est un des parcs départementaux des Alpes-Maritimes. Il s'étend sur 52 hectares sur les communes de Cagnes-sur-Mer, Villeneuve-Loubet et La Colle-sur-Loup.

## Présentation
Le parc tient son nom du Loup, un petit fleuve côtier.